# Wilsberg: Gefahr im Verzug
Gefahr im Verzug ist die 29. Folge der Fernsehfilmreihe Wilsberg. Der Film basiert auf der Wilsberg-Figur von Jürgen Kehrer. Die Erstausstrahlung erfolgte am 20. März 2010 im ZDF. Regie führte Hans-Günther Bücking, das Drehbuch schrieb Eckehard Ziedrich.

## Handlung
Torsten Schmitt beauftragt Privatdetektiv Georg Wilsberg seine Exfrau zu beschatten, da er vermutet, dass sie einen vermögenden Liebhaber hat und er dann keinen Unterhalt mehr zahlen muss, wenn er dies beweisen kann. Ehe sich Wilsberg versieht, wird die Frau Opfer eines Mörders, der ausgerechnet von Kommissar Overbeck bei einem Polizeieinsatz überfahren und schwer verletzt ins Krankenhaus gebracht wird. Allerdings hält ihn niemand für einen Mörder, sondern zunächst nur für einen harmlosen Passanten. Wegen des Presserummels, den Overbecks Aktion hervorgerufen hat, soll sich der Polizist zunächst bedeckt halten und wird von Kommissarin Springer auf Anraten des Kriminalrats suspendiert. Er muss die nächsten Tage bei Wilsberg wohnen und darf sich nicht in der Öffentlichkeit zeigen.
Wider Erwarten hat sich Wilsbergs Auftrag mit dem Tod der Frau nicht erledigt, denn sein Mandant wünscht zu erfahren, wer der Mann ist, mit dem seine Frau sich getroffen hat. Da es sich bei diesem Mann um Ingo Peters handelt, den Wilsberg auch für den Mörder an Elvira Schmitt hält, kann er beruhigt weiterermitteln. Peters hat Elvira Schmitt angeblich auf einer Jubiläumsfeier der Landmaschinenfirma „Kehrer“ kennen gelernt, bei dem das Opfer als Sekretärin in der Buchhaltung gearbeitet hatte. Wilsberg sucht die Firma auf und ist erstaunt, Ekki dort anzutreffen, der hier gerade eine Steuerprüfung durchführt. So ergeben sich schnell einige Ungereimtheiten, denn Elvira Schmitt war nie verheiratet und Wilsberg vermutet, dass die Frau als Spionin missbraucht wurde, um die Pläne zu einem neu entwickelten Steuermodul an Dritte weiterzugeben.
Ingo Peters ist Journalist und wendet sich an Alex Holtkamp, um ihr als Rechtsanwältin einen Umschlag anzuvertrauen. Noch am selben Tag wird Peters ermordet. Wilsberg erfährt von dessen Chefredakteur, dass Peters wegen permanenter Misserfolge zum Trinker geworden war und krampfhaft nach einer brisanten Story suchte. Kommissarin Springer lässt den ominösen Briefumschlag öffnen und findet darin lediglich eine Auflistung von Ersatzteilen. Wilsberg vermutet jedoch illegale Waffengeschäfte, hinter die Peters gekommen war, denn das Exportland liegt im Sudan, wo derzeit Krieg geführt wird. Wilsberg will Kehrer zur Rede stellen, doch auch dieser ist inzwischen erschossen worden. Als Täterin stellt sich dessen Mitarbeiterin Karla Berhenke heraus, die kurz zuvor auch den Mann im Krankenhaus umgebracht hat, den sie als Killer engagiert hatte, weil Peters und Schmitt sie erpressen wollten. Bei einer Geiselnahme im Warenlager der Firma wird sie von Overbeck wirkungsvoll außer Gefecht gesetzt.
Wilsbergs Mandant, der sich als Torsten Schmitt vorgestellt hat, ist ein Ermittler des BKA, der mit Wilsbergs Hilfe nun den Waffenhandel unterbinden kann, indem er die Pläne des Steuermoduls, das auch für Militärzwecke geeignet ist, an sich bringt. Damit Wilsberg Overbeck wieder aus seiner Wohnung „los“ wird, hilft er ihm bei seiner Rehabilitierung. Er stellt den von ihm verursachten Unfall als Absicht dar, da er so den vom BKA observierten Harry Keitel und Mörder von Elvira Schmitt stoppen wollte.

## Hintergrund
Gefahr im Verzug erschien zusammen mit der Folge Bullenball von Polarfilm auf DVD. Regisseur Hans-Günther Bücking betätigte sich in dieser Episode auch als Kameramann.
Der Running Gag „Bielefeld“ erscheint kurz vor der 6. Sendeminute, als eine Polizeischülerin zu Overbeck sagt: „Front? Aber wir sind doch hier in Münster und nicht in Bielefeld.“
Im Abspann ist What Is Life von George Harrison zu hören.

## Kritik
Tilmann P. Gangloff meint bei tittelbach.tv anerkennend: „Der neue ‚Wilsberg‘ kippt einen nicht aus dem Sessel, aber das Baukastensystem aus den verschiedenen Handlungssträngen und Tonlagen funktioniert mal wieder reibungslos. Solide gemachte serielle Fernsehunterhaltung. Die echten Fans sehen das natürlich anders.“
Die Redaktion von TV Spielfilm urteilte positiv, „das Drehbuch besucht zunächst gewollt groteske Nebenschauplätze, am Ende geht es aber noch todernst zur Sache“, zeigte den Daumen nach oben und resümierte: „Der Münster-Krimi wird zur  Mörderrallye.“